# Buthus occitanus
Buthus occitanus, também conhecido em Portugal como lacrau, é uma espécie de escorpião da família Buthidae. Distribui-se geograficamente pelo Médio Oriente, Norte de África e Europa. Existe controvérsia quando se diz que é a única espécie de escorpião existente em Portugal, pois dizem que o Buthus occitanus é confundido com o Buthus ibericus. É venenoso, mas a sua toxicidade varia de forma marcada ao longo do seu território de distribuição. A picada das populações europeias é dolorosa, mas com efeitos tóxicos moderados, enquanto em África pode ser fatal.